# Ménil-aux-Bois
Pour les articles homonymes, voir Mesnil.
Ménil-aux-Bois est une commune française située dans le département de la Meuse, en région Grand Est.

## Géographie

### Hydrographie
La commune est traversée par la ligne de partage des eaux entre les bassins versants de la Meuse et de la Seine au sein respectivement du bassin Rhin-Meuse et du bassin Seine-Normandie. Elle est drainée par le ruisseau de Menil,.

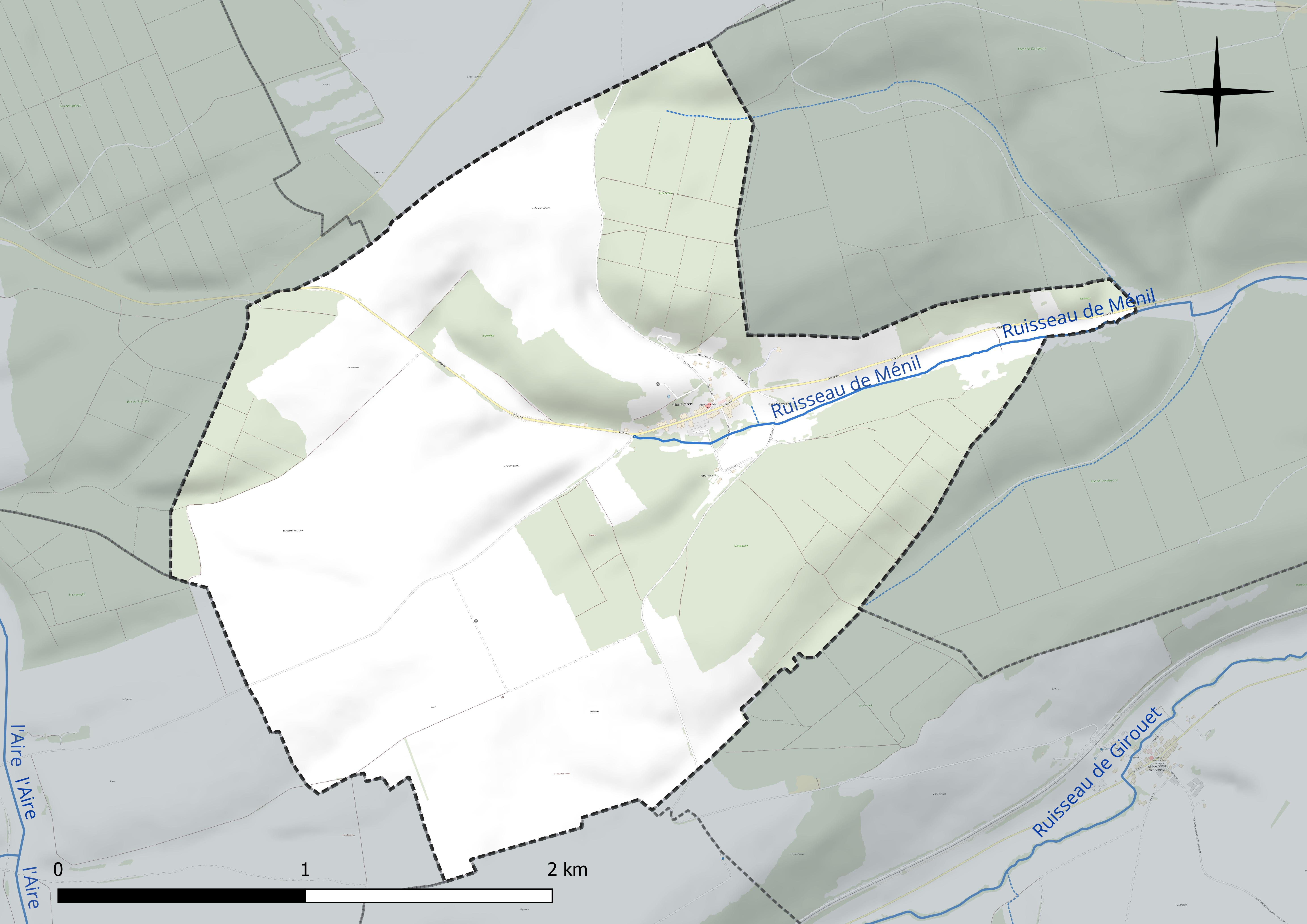
Réseau hydrographique de Ménil-aux-Bois.

### Climat
Pour des articles plus généraux, voir Climat du Grand Est et Climat de la Meuse.
En 2010, le climat de la commune est de type climat de montagne, selon une étude du Centre national de la recherche scientifique s'appuyant sur une série de données couvrant la période 1971-2000. En 2020, Météo-France publie une typologie des climats de la France métropolitaine dans laquelle la commune est exposée à un climat océanique altéré et est dans la région climatique  Lorraine, plateau de Langres, Morvan, caractérisée par un hiver rude (1,5 °C), des vents modérés et des brouillards fréquents en automne et hiver. 
Pour la période 1971-2000, la température annuelle moyenne est de 9,5 °C, avec une amplitude thermique annuelle de 16,1 °C. Le cumul annuel moyen de précipitations est de 1 002 mm, avec 13,7 jours de précipitations en janvier et 10 jours en juillet. Pour la période 1991-2020, la température moyenne annuelle observée sur la station météorologique de Météo-France la plus proche, « Erneville aux Bois_sapc », sur la commune d'Erneville-aux-Bois à 7 km à vol d'oiseau, est de 9,9 °C et le cumul annuel moyen de précipitations est de 1 021,5 mm. 
La température maximale relevée sur cette station est de 39,4 °C, atteinte le 25 juillet 2019 ; la température minimale est de −24,2 °C, atteinte le 18 février 1956,,. 
Les paramètres climatiques de la commune ont été estimés pour le milieu du siècle (2041-2070) selon différents scénarios d'émission de gaz à effet de serre à partir des nouvelles projections climatiques de référence DRIAS-2020. Ils sont consultables sur un site dédié publié par Météo-France en novembre 2022.

## Urbanisme

### Typologie
Au 1er janvier 2024, Ménil-aux-Bois est catégorisée commune rurale à habitat très dispersé, selon la nouvelle grille communale de densité à sept niveaux définie par l'Insee en 2022.
Elle est située hors unité urbaine et hors attraction des villes,.

### Occupation des sols
L'occupation des sols de la commune, telle qu'elle ressort de la base de données européenne d’occupation biophysique des sols Corine Land Cover (CLC), est marquée par l'importance des territoires agricoles (64,9 % en 2018), en augmentation par rapport à 1990 (63,8 %). La répartition détaillée en 2018 est la suivante : 
terres arables (55,2 %), forêts (35,1 %), prairies (9,7 %). L'évolution de l’occupation des sols de la commune et de ses infrastructures peut être observée sur les différentes représentations cartographiques du territoire : la carte de Cassini (XVIIIe siècle), la carte d'état-major (1820-1866) et les cartes ou photos aériennes de l'IGN pour la période actuelle (1950 à aujourd'hui).

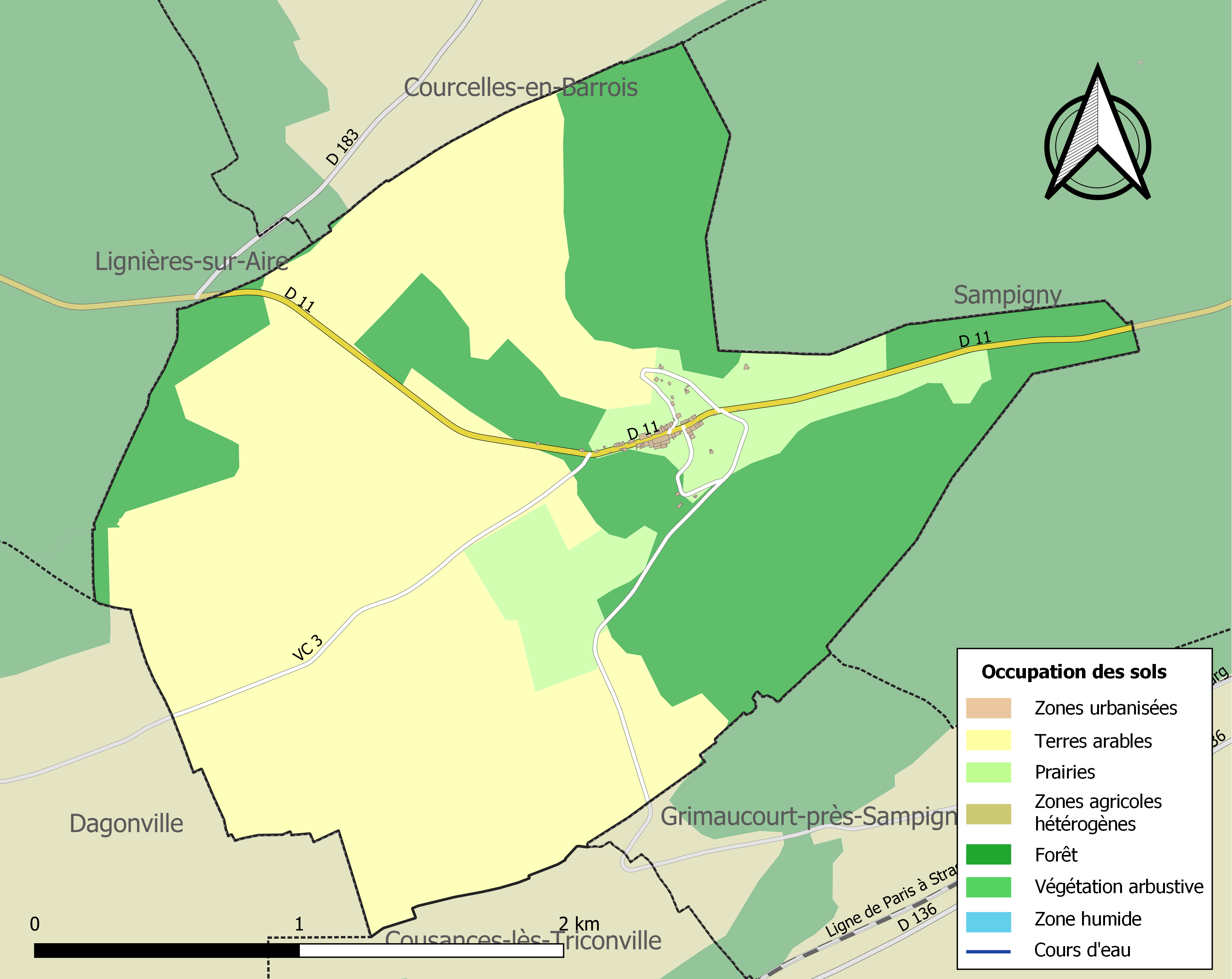
Carte des infrastructures et de l'occupation des sols de la commune en 2018 (CLC).

## Toponymie
Le nom de la localité est attesté sous les formes Le Manel (1571) ; Manilla (1642) ; Mesnil-aux-Bois (1656) ; Mesnil-au-Bois (1700) ; Manillum-in-Sylvis (1738) ; Manillum-in-Silvis (1749) ; Manile, Mansile (1756).

Ménil, variante de mesnil, est un élément de toponyme très usité dans la France septentrionale et en Belgique, mesnil désignait jusqu'à l'Ancien Régime un domaine rural. À partir du gallo-roman MASIONILE, forme altérée du bas latin mansionile (diminutif du latin mansio « gîte-relais situé le long d’une voie romaine »), la langue d'oïl a produit maisnil.
Le déterminant complémentaire -aux-Bois pour se convaincre de l'étendue et de la présence de la forêt.

## Politique et administration
| Période                                  | Période   | Identité        | Étiquette | Qualité        |
| ---------------------------------------- | --------- | --------------- | --------- | -------------- |
| Les données manquantes sont à compléter. |           |                 |           |                |
| mars 2001                                | mars 2014 | François Czajka |           |                |
| mars 2014                                | mai 2020  | Maryse Lesage   |           |                |
| mai 2020                                 | En cours  | Bernard Peltier |           | Ancien artisan |

## Population et société

### Démographie
L'évolution du nombre d'habitants est connue à travers les recensements de la population effectués dans la commune depuis 1793. Pour les communes de moins de 10 000 habitants, une enquête de recensement portant sur toute la population est réalisée tous les cinq ans, les populations de référence des années intermédiaires étant quant à elles estimées par interpolation ou extrapolation. Pour la commune, le premier recensement exhaustif entrant dans le cadre du nouveau dispositif a été réalisé en 2006.

En 2022, la commune comptait 47 habitants, en évolution de +11,9 % par rapport à 2016 (Meuse : −4,4 %, France hors Mayotte : +2,11 %).
| 1793 | 1800 | 1806 | 1821 | 1831 | 1836 | 1841 | 1846 | 1851 |
| ---- | ---- | ---- | ---- | ---- | ---- | ---- | ---- | ---- |
| 178  | 190  | 228  | 232  | 226  | 244  | 223  | 224  | 241  |

| 1856 | 1861 | 1866 | 1872 | 1876 | 1881 | 1886 | 1891 | 1896 |
| ---- | ---- | ---- | ---- | ---- | ---- | ---- | ---- | ---- |
| 232  | 209  | 192  | 185  | 174  | 157  | 148  | 143  | 148  |

| 1901 | 1906 | 1911 | 1921 | 1926 | 1931 | 1936 | 1946 | 1954 |
| ---- | ---- | ---- | ---- | ---- | ---- | ---- | ---- | ---- |
| 127  | 127  | 89   | 79   | 91   | 77   | 65   | 44   | 46   |

| 1962 | 1968 | 1975 | 1982 | 1990 | 1999 | 2006 | 2011 | 2016 |
| ---- | ---- | ---- | ---- | ---- | ---- | ---- | ---- | ---- |
| 57   | 45   | 29   | 30   | 39   | 40   | 39   | 44   | 42   |

| 2021 | 2022 | - | - | - | - | - | - | - |
| ---- | ---- | - | - | - | - | - | - | - |
| 45   | 47   | - | - | - | - | - | - | - |

## Culture locale et patrimoine

### Lieux et monuments
- L'église Saint-Vannes (XVIe siècle).

### Personnalités liées à la commune
- Georges-Robert-Philippe Roudier (1918-2012), général de corps d'armée ; étant lieutenant, il a combattu et a été blessé pendant le Coup de force japonais de 1945 en Indochine[23],[24] ; croix de guerre 39/45 avec palmes et médaille de la Résistance ; inhumé à Ménil-aux-Bois. Général de CA Georges Roudier (1918-2012)[25]

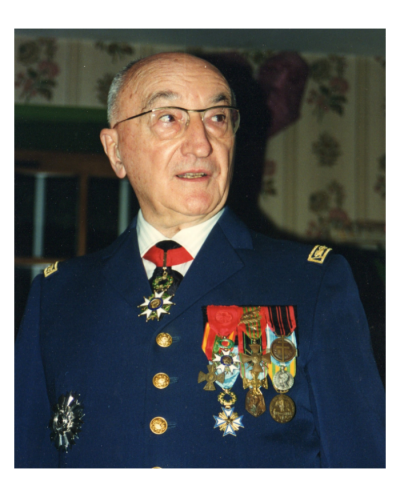
Général de CA Georges Roudier (1918-2012)

### Héraldique
| Blason de Ménil-aux-Bois | Blason  | Coupé d'azur et d'argent ; au chevron haussé de gueules brochant, accompagné, en chef, de deux feuilles de chêne d'or, chargeant l'azur, celle de dextre posée en barre et celle de senestre en bande et, en pointe, d'un dragon éployé et contourné de sinople chargeant l'argent. |
| Blason de Ménil-aux-Bois | Détails | Création de R.A. Louis et D. Lacorde avec les conseils de la commission Héraldique de l'UCGL. Adopté par la commune en mai 2014. |